# Saint Seiya (série télévisée d'animation)
Autre
Saint Seiya (聖闘士星矢, Seinto Seiya) est une série télévisée d'animation japonaise en 145 épisodes de 24 minutes, créée d'après le manga Saint Seiya de Masami Kurumada par le Studio Tōei et diffusée initialement du 11 octobre 1986 au 1er avril 1989 sur TV Asahi.
En France, la série est diffusée sous le titre Les Chevaliers du Zodiaque à partir du 6 avril 1988 sur TF1 dans l'émission Club Dorothée, et rediffusée sur TMC dans l'émission Récré Kids, sur AB1, sur Mangas, sur Game One, sur NT1, sur MCM et sur Gulli.
En 2007, la série en version française bénéficie d'une remasterisation du son et de l'image, avec reconstruction des épisodes pour aboutir à une version originale sous-titrée et une version française totalement non-censurée ; celle-ci est diffusée sur AB1 et Mangas, puis sur d'autres chaînes du câble.
C'est le célèbre dessinateur de la Toei, Shingo Araki (Chérie Miel, Ulysse 31, Lady Oscar) qui adapte le travail de Masami Kurumada ; le dessin de la série télévisée est donc différent de celui du manga.
Treize ans après la fin de la diffusion de la série d'origine, le studio Tōei Animation réalise l'adaptation du dernier chapitre du manga, Saint Seiya : Chapitre Hadès (聖闘士星矢 冥王ハーデス編, Seinto Seiya Mei-ō Hādesu-hen) composé de 3 séries d'OVA : 13 épisodes pour la partie Sanctuaire puis 12 épisodes pour la partie Inferno, et enfin 6 épisodes pour le chapitre Elysion. Ces épisodes sont diffusés entre 2002 et 2008 au Japon, et à partir de 2006 en France.

## Histoire

### Prologue
Depuis les temps mythologiques, la sage déesse Athéna défend la paix de la Terre. Pour ce faire, elle se réincarne régulièrement au fil des siècles sous une forme humaine, dans le but de protéger le genre humain des attaques incessantes de différents dieux belliqueux, désireux de contrôler notre monde.
Répugnant à utiliser des armes, la déesse Athéna est protégée sur Terre par sa garde de quatre-vingt-huit chevaliers (comprenant douze chevaliers d'Or, vingt-quatre chevaliers d'Argent et quarante-huit chevaliers de Bronze), se battant à mains nues et tirant leur force de leur « Cosmos » (leur énergie vitale, assimilable à la notion spirituelle du ki oriental).
Les Chevaliers d'Athéna se réunissent autour d'elle au Sanctuaire, un domaine sacré situé en Grèce où Athéna réside à chaque fois qu'elle se réincarne sur Terre, le Sanctuaire étant aussi le symbole de son pouvoir terrestre.

### Synopsis

#### Premier Chapitre

##### ArcSanctuaire(épisodes 1-73)
Lors d'un voyage en Grèce, le japonais Mitsumasa Kido, créateur de la fondation Graad, rencontre un homme mourant qui lui révèle être un chevalier du Zodiaque ; celui-ci lui confie un bébé qui serait la réincarnation de la déesse Athéna, ainsi que son armure, l'« armure d'or du Sagittaire », que Kido ramène au Japon. Par la suite, Kido recrute et envoie cent jeunes enfants orphelins aux quatre coins du monde, afin de suivre un entraînement intensif de chevalier. Parmi eux Seiya, Shiryû, Hyôga, Shun et Ikki réussissent à obtenir leurs armures et deviennent de remarquables chevaliers de Bronze (cinq autres enfants sont présentés mais n'ont rapidement qu'un rôle secondaire). Ils se retrouvent dans un premier temps au sein d'un tournoi international, le Galaxian Wars où il se confrontent pour obtenir une armure d'or. Celle-ci convoitée par Ikki, est volée par celui-ci et ses chevaliers noirs mais récupérée par les chevaliers de Bronze. 
Ces quatre adolescents (bien qu'ils aient l'apparence de jeunes adultes à l'image), deviennent alors des protecteurs de la paix sur Terre. Capables de revêtir des armures mythiques inspirées par les grandes constellations célestes, ils sont chargés de protéger la princesse Saori Kido (le bébé que Mitsumasa Kido a recueilli et adopté), qui s'avère être effectivement la nouvelle réincarnation de la déesse Athéna. 
Saori est menacée par les complots d'un usurpateur du Grand Pope, le représentant d'Athéna sur Terre en son absence et le maître du Sanctuaire, un lieu en Grèce où se trouve l'ensemble des chevaliers. Ce Grand Pope usurpateur envoie nombre de chevaliers d'Argent (acquis à sa cause ou manipulés) pour éliminer Athéna. Cependant, il sera toujours tenu en échec ; en effet, les quatre chevaliers de Bronze principaux acquièrent progressivement une puissance très au-delà de leur rang, ce qui leur permet de vaincre les chevaliers d'Argent du Grand Pope auxquels ils sont confrontés. 
Athéna et les chevaliers de Bronze attaquent ensuite le Sanctuaire pour mettre fin aux agissements maléfiques du Grand Pope. Mais les choses se compliquent lorsque Saori Kido/Athéna est gravement blessée par une flèche d'or tirée dans sa poitrine. Les chevaliers de Bronze doivent alors affronter les terribles et puissants chevaliers d'Or pour sauver Saori, n'ayant plus que douze heures pour achever leur mission. Ikki le chevalier de Bronze du Phénix, d'abord un ennemi va alors changer de camp pour venir en aide à son frère Shun.
Au terme de combats épiques (qui verront la mort (temporaire) de certains des chevaliers de Bronze), et alors que plusieurs chevaliers d'Or se sont ralliés à Saori/Athéna, l'identité de l'usurpateur du Grand Pope est révélée : il s'agit de Saga, le chevalier d'Or des Gémeaux. Celui-ci avait tué le précédent Grand Pope, Āres (ou Arlès) (qui assistait en fait son frère le Grand Pope, Shion du Bélier), usurpé son identité et, se laissant gagner par la folie et l'emprise du pouvoir, avait répandu ses maléfices au sein du sanctuaire pour régner sur le monde.

##### ArcAsgard(épisodes 74-99, inédit dans le manga original)
Dans le royaume d'Asgard, au nord de l'Europe, une contrée ingrate au climat polaire, la paix du monde est menacée par un soudain changement de comportement de la princesse Hilda de Polaris, grande prêtresse d'Asgard dont le devoir est d'empêcher la fonte des glaces des pôles Nord et Sud par ses prières au dieu Odin. Elle se voit proposer par une voix sortie de la mer d'entrer en guerre contre le Sanctuaire affaibli par les guerres fratricides et d'offrir à son peuple une vie meilleure. Devant le refus d'Hilda, le mystérieux inconnu lui passe au doigt un anneau maléfique, l'Anneau des Nibelungen. Cet anneau possède un grand pouvoir en plus de celui de contrôler l'esprit de son porteur.
Possédée, Hilda réveille les esprits des sept guerriers divins(huit en comptant Bud d'Alcor, protecteur de son frère jumeau Syd de Misar ) du royaume d'Asgard, dont le rôle est de le protéger. Elle envoie l'un d'entre eux, Syd de Mizar, attaquer Saori Kido au Japon, mais celui-ci est repoussé par Seiya et ses compagnons, portant des armures fraîchement réparées. Hyôga est envoyé comme espion à Asgard et réussit à s'en échapper avec l'aide de la jeune sœur d'Hilda, Freyja, qui a remarqué le changement subi par sa sœur. Freyja supplie Saori Kido de raisonner Hilda, car le rôle de cette dernière est capital : ce sont ses prières qui maintiennent les deux pôles gelés et empêchent donc un raz-de-marée qui menacerait la Terre entière. Les chevaliers ainsi qu'Athéna se rendent donc au royaume d'Asgard afin de s'entretenir avec la représentante d'Odin. Saori ne réussit pas à faire entendre raison à Hilda ; elle décide donc de prier elle-même pendant que ses chevaliers iront détruire l'anneau des Nibelungen, mais ses pouvoirs ne tiendront que 12 heures. 
Grâce au vieux maître des Cinq Pics, les chevaliers apprennent qu'il leur faudra pour cela réunir les saphirs d'Odin que chaque guerrier divin porte sur son armure afin de s'emparer de l'épée d'Odin. Les chevaliers de Bronze doivent alors se battre contre les sept Guerriers divins d'Odin, aussi puissants que les chevaliers d'Or, pour empêcher un cataclysme et sauver Athéna qui risque de mourir d'épuisement en utilisant ses pouvoirs divins afin de ralentir la fonte des glaces. Alors que Seiya va s'emparer du dernier saphir d'Odin, un personnage nouveau fait son apparition : Sorrento de la Sirène, un des sept généraux de Poséidon. On apprend que c'est Poséidon qui a contrôlé Hilda par l'anneau des Nibelungen afin d'affaiblir Athéna. Fou de colère, le dernier guerrier divin, Siegfried, tente d'entraîner Sorrento avec lui dans la mort, pendant que Seiya aidé par l'armure d'Odin affronte Hilda. Seiya brise l'anneau et libère Hilda de Polaris, mais quand les Chevaliers de Bronze vont chercher Saori épuisée, celle-ci est enlevée par une vague géante provoquée par Sorrento qui s'est finalement libéré de l'étreinte de Siegfried de Duhbe.

##### ArcPoséidon(épisodes 100-114)
Julian Solo, réincarnation de Poséidon, le dieu des océans, souhaite prendre le contrôle de la Terre. C'est pour cela qu'il a enlevé Saori, après l'avoir affaiblie en la forçant à utiliser ses pouvoirs à Asgard. Il avoue à cette dernière que c'est lui qui est à l'origine de la bataille d'Asgard, ayant passé l'anneau maudit au doigt d'Hilda. Il espère aussi que Saori acceptera de se marier avec lui. Mais devant le refus de Saori Kido et son dévouement envers le genre humain, il accepte de lui laisser une chance de sauver la Terre et l'enferme dans le pilier central de son temple sous-marin, afin qu'elle reçoive une partie des eaux du déluge destinées à la surface terrestre. Les cinq chevaliers de Bronze se rendent alors dans le monde sous-marin pour sauver leur déesse. Ils sont rapidement mis au courant par l'un de leurs ennemis qu'ils devront affronter les sept Généraux des mers, protecteurs des piliers soutenant le temple de Poséidon. Les cinq chevaliers se lancent dans la bataille, aidés par Kiki, l'apprenti de Mû (chevalier d'Or du Bélier), qui transporte l'armure d'or de la Balance dont les armes sont seules capables de détruire les immenses colonnes de pierre. Puis, en arrivant au temple, les chevaliers de Bronze vont devoir affronter Poséidon lui-même, lequel compte mener son projet à terme. Le combat est terrible, et cette fois le pilier central semble bel et bien indestructible ; mais, alors que Poséidon est momentanément étourdi, Seiya parvient, propulsé par la cosmo-énergie de Hyoga et Shiryu combinée à la sienne, à pénétrer dans le pilier central, où il libère Athéna. Athéna parvient à renfermer Poséidon dans l'urne sacrée.

#### ChapitreHadès

##### Arc «Sanctuaire» (épisodes 1-13)
À peine la bataille contre Poséidon achevée, les cinq chevaliers de Bronze vont affronter leur plus puissant adversaire, Hadès. Mais pour parvenir à leur but, les défenseurs d'Athéna vont devoir dans un premier temps combattre une partie des 108 spectres qu'Hadès a envoyés sur Terre dans le but d'éliminer la déesse qui lui a toujours fait obstacle. Mais Athéna refuse que ses amis se sacrifient et a demandé aux chevaliers d'Or de leur interdire l'accès au Sanctuaire. Seiya et ses amis, faisant fi des mises en garde, se lancent dans la bataille où ils retrouvent Saga, Shura, Camus, Aphrodite, Masque de Mort et Shion (ancien chevalier d'Or du Bélier et Grand Pope) ressuscités par Hadès en tant que spectres. D'abord considérés comme des traitres et combattus comme tels, ces derniers avouent finalement leur véritable but : sauver Athéna quel qu'en soit le prix. Cette dernière se suicide, et Shion révèle aux chevaliers de Bronze quel est son plan. L'ancien Grand Pope donne à Seiya une statue de la déesse qui renferme en réalité l'armure d’Athéna, et projette le sang de la déesse sur les armures des chevaliers de Bronze, qui se transforment et se renforcent. Puis les protecteurs d’Athéna parviennent à trouver l'entrée du royaume des Enfers en combattant l'un des trois juges des enfers (lequel a mis à mal plusieurs chevaliers d'Or).

##### ArcInferno(épisodes 14-25)
Les chevaliers de Bronze sont parvenus à s'éveiller au huitième sens (Arayashiki). Les spectres restants tentent de leur barrer la route et de les empêcher de retrouver Athéna, toujours en vie dans le monde d'Hadès grâce au huitième sens, accompagnée de Shaka le chevalier d'Or de la Vierge. Les trois juges des Enfers, généraux d'Hadès, Orphée, un chevalier d'Argent qui se rangera à nouveau du côté d'Athéna, et Shun, possédé par l'esprit d'Hadès, tenteront eux aussi de ralentir les chevaliers de Bronze. Athéna retrouvera Hadès en premier, accompagnée de Shaka, et les deux divinités disparaîtront derrière le Mur des Lamentations, qui ne pourra être détruit que par le sacrifice des chevaliers d'Or.

##### ArcElysion(épisodes 26-31)
Après le sacrifice des chevaliers d'Or, les chevaliers de Bronze parviennent à Elysion, le paradis et aussi le lieu où repose le véritable corps d'Hadès. Les protecteurs d’Athéna sont pressés par le temps car la déesse est emprisonnée dans une jarre mythologique qui aspire le sang de la déesse afin de la tuer. Seiya est le premier à se rendre sur place mais il est rapidement attaqué par Hypnos et Thanatos, respectivement dieu du sommeil  et dieu de la mort, qui sont au service d'Hadès. Ces derniers prennent rapidement le dessus sur les chevaliers de Bronze, mais ceux-ci, grâce au sang d’Athéna jeté par Shion sur leurs armures, parviennent à revêtir les armures divines, lesquelles leur permettent de se défaire rapidement de leurs ennemis. Seiya et Ikki parviennent à la tour où repose le corps d'Hadès. L'esprit de ce dernier réintègre son enveloppe charnelle et Hadès en personne vient s'attaquer aux chevaliers de Bronze, qui sont impuissants face à lui. Mais Athéna, toujours enfermée dans la jarre, parvient à revêtir son armure et se libère. Elle affronte son ennemi de toujours entourée de ses protecteurs qu'elle tente de sauver. Mais voyant Athéna en difficulté, Seiya accourt et prend un coup d'épée d'Hadès en plein cœur. Les quatre chevaliers de Bronze restants unissent leur puissance à celle d’Athéna qui transperce Hadès avec son sceptre. Puis Athéna et ses protecteurs quittent Elysion, Seiya mourant étant porté par ses amis.

## Distribution
Les 88 chevaliers du Sanctuaire sont organisés en hiérarchie. Les plus puissants sont les Chevaliers d'Or, qui sont les « vrais » chevaliers du Zodiaque puisqu'ils sont au nombre de douze et portent chacun une armure correspondant à un signe zodiacal traditionnel. Viennent ensuite les Chevaliers d'Argent, puis les Chevaliers de Bronze. La série suit les aventures d'un groupe de cinq chevaliers de Bronze, dont le héros principal se nomme Seiya, chevalier de bronze de la constellation de Pégase, auquel elle doit son nom.
Au cours des saisons du Sanctuaire apparaissent (uniquement dans l'anime) trois Chevaliers d'Acier, qui sont en quelque sorte une alternative aux Chevaliers de Bronze conçue intégralement par la fondation Graad. Alors que les 88 chevaliers du Sanctuaire tirent leur énergie du Cosmos de leur constellation respective, ces personnages tirent la leur des éléments terrestres : le feu, l'eau, le vent, sur la base desquels ont été conçues leurs armures, de nature technologique plutôt que mystique.
Note : Les indications de doublage ne concernent que la série originale. Les fiches consacrées aux personnages offrent plus de renseignements.

### Chevaliers d'Or
Leurs armures portent les noms des constellations situées au niveau du plan de l'écliptique, le Zodiaque.
- Mû (VF : Virginie Ledieu / Marc François / Éric Legrand / Laurence Crouzet) : Chevalier du Bélier
- Aldebaran (VF : Georges Atlas / Henry Djanik) : Chevalier du Taureau
- Saga (VF : Serge Bourrier / Henry Djanik / Michel Barbey / Georges Atlas / Jacques Richard / Éric Legrand) : Chevaliers des Gémeaux (usurpateur du Grand Pope). Il se suicide avec le sceptre d'Athéna.
  - Kanon (frère jumeau de Saga) (VF : Marc François / Éric Legrand) : Chevaliers des Gémeaux (partie Sanctuaire - Hadès)
- Masque de Mort (VF : Jacques Richard / Henry Djanik / Serge Bourrier) : Chevalier du Cancer. Vaincu par Shiryu.
- Aiolia (Ayor) (VF : Serge Bourrier / Jacques Richard / Éric Legrand / Marc François / Henry Djanik) : Chevalier du Lion
- Shaka (VF : Marc François / Éric Legrand / Serge Bourrier) : Chevalier de la Vierge
- Dohko (VF : Michel Barbey / Henry Djanik) : Chevalier de la Balance (maître de Shiryu)
- Milo (VF : Guy Chapelier / Henry Djanik / Serge Bourrier / Marc François) : Chevalier du Scorpion
- Aiolos (Ayoros) (VF : Marc Francois / Serge Bourrier) : Chevalier du Sagittaire (dont l'armure change durant la série, une version "modifiée" contre les chevaliers noirs et une pour tout le reste de la série, sans que cela soit expliqué) . Il a été exécuté par Saga et Shura.
- Shura (VF : Henry Djanik / Éric Legrand / Serge Bourrier) : Chevalier du Capricorne. Il est tué par l'Ultime Dragon de Shiryu.
- Camus (VF : Marc François / Serge Bourrier / Henry Djanik) : Chevalier du Verseau (maître du maître de Hyôga, Crystal). Il sera tué par Hyôga.
- Aphrodite (VF : Stéphanie Murat) : Chevalier des Poissons. Tué par Shun.

#### Chevaliers d'Or renégats (ChapitreHadès)
Ils sont rendus à la vie par Hadès à qui ils font semblant de prêter serment d'allégeance
- Shion, Chevalier du Bélier de la précédente Guerre Sainte, maître de Mû et ancien Grand Pope tué par Saga qui a pris sa place.

Ces chevaliers d'Or renégats sont ceux qui ont péri dans la Bataille du Sanctuaire :
- Saga : Chevalier des Gémeaux
- Masque de Mort : Chevalier du Cancer
- Shura : Chevalier du Capricorne
- Camus : Chevalier du Verseau
- Aphrodite : Chevalier des Poissons

### Chevaliers d'Argent
- Marine (VO : Yuriko Yamamoto et VF : Virginie Ledieu / Laurence Crouzet épisode 51 / Régine Teyssot épisode 73) : Chevalier de l'Aigle (maître de Seiya)
- Shaina (VO : Mami Koyama et VF : Laurence Crouzet / Françoise Pavy épisode 29 / Stéphanie Murat épisode 110) : Chevalier du Serpentaire (Ophiuchus)
- Misty (VO : Yū Mizushima et VF : Serge Bourrier) : Chevalier du Lézard
- Moses (VO : Koji Totani et VF : Henry Djanik) : Chevalier de la Baleine
- Asterion (VO : Kazuo Hayashi et VF : Marc François épisode 24 / Serge Bourrier épisode 25 : Chevalier des Chiens de Chasse
- Babel (VO : Yuji Mikimoto et VF : Serge Bourrier) : Chevalier du Centaure
- Capella (VO : Katsuji Mori et VF : Marc François) : Chevalier du Cocher
- Jamian (VO : Naoki Tatsuta et VF : Serge Bourrier) : Chevalier du Corbeau
- Dante (VO : Akira Murayama et VF : Serge Bourrier / Guy Chapelier épisode 31) : Chevalier du Cerbère
- Algol (VO : Akira Kamiya et VF : Serge Bourrier) : Chevalier de Persée
- Sirius (VO : Ikuya Sawaki et VF : Marc François) : Chevalier du Grand Chien
- Dio (VO : Ryoichi Tanaka et VF : Guy Chapelier) : Chevalier de la Mouche
- Algethi (VO : Daisuke Gori et VF : Serge Bourrier) : Chevalier d'Héraclès
- Ptolemy (VO : Michitaka Kobayashi et VF : Serge Bourrier) : Chevalier de la Flèche
- Albior (VO : Keiichi Noda et VF : Marc François / Henry Djanik épisode 40) (ou Daidalos dans le manga) : Chevalier de Céphée (maître de Shun, il est considéré comme le seul chevalier d'Argent dont les pouvoirs sont équivalents à ceux des chevaliers d'Or)
- Shiva (VO : Shigeru Nakahara et VF : Éric Legrand) : Chevalier du Paon (ajout de l'animé)
- Aghora (VO : Takaya Hashi et VF : Serge Bourrier) : Chevalier du Lotus (ajout de l'animé)
- Arachne (VO : Ken Yamaguchi et VF : Serge Bourrier) : Chevalier de la Tarentule (ajout de l'animé)
- Orphée : Chevalier de la Lyre

### Chevaliers de Bronze
- Seiya (Seiyar en VF) : Chevalier de Pégase
- Shiryu : Chevalier du Dragon
- Hyôga : Chevalier du Cygne
- Shun : Chevalier d'Andromède
- Ikki : Chevalier du Phénix
- Jabu : Chevalier de la Licorne
- Nachi : Chevalier du Loup
- Ichi : Chevalier de l'Hydre
- Geki : Chevalier de la Grande Ourse (L'Ours)
- Ban : Chevalier du Petit Lion (Lionet)
- June : Chevalier du Caméléon

Les cinq héros – Seiya, Shiryu, Hyoga, Shun et Ikki – sont les seuls personnages dont les armures évoluent durant la série. L'apparence de l'armure d'or du Sagittaire (dont le porteur est mort au moment de l'histoire) a été radicalement remaniée peu avant l'arc de la bataille du Sanctuaire, mais pour des motifs de cohérence esthétique plutôt que dans le cadre d'une évolution narrative (du reste ce changement n'est jamais explicité ni même mentionné). Dans le manga figure en outre une évolution de l'armure de Bronze de la Licorne.[réf. nécessaire]

### Autres chevaliers (mercenaires)
Note : Ces personnages sont uniquement présents dans l'anime et n'appartiennent pas à une classe officielle de Chevaliers ; leur niveau de puissance se situe entre les chevaliers de Bronze et des chevaliers d'Argent.
- Docrates (VO : Masaharu Sato et VF : Bernard Tiphaine / Serge Bourrier épisode 17) : Chevalier d'Héraclès et frère de Cassios, le disciple de Shaina
- Ennetsu Saint (VO : Ken Yamaguchi et VF : Éric Legrand) : Chevalier des Flammes
- Chevalier Cristal (VO : Michihiro Ikemizu et VF : Éric Legrand / Serge Bourrier épisode 21) : Disciple de Camus et maître de Hyôga (dans l'anime seulement, vraisemblablement un chevalier d'Argent).
- Reda (VF : Guy Chapelier épisode 40 / Marc François épisode 41 / Éric Legrand épisode 60) : Disciple d'Albiore
- Spica (VO : Kazumi Tanaka et VF : Marc François épisode 40 / Éric Legrand) : Disciple d'Albiore
- Spartan (VO : Shigeru Chiba ; VF : Henry Djanik)

#### Chevaliers d'Acier
Note : Ces chevaliers sont un ajout de l'anime.
Ces chevaliers n'ont aucun Cosmos. Leurs armures sont mécaniques, créées par le professeur Asamori Hakase sur demande de Mitsumasa Kido pour la fondation Graad.
- Shô, Armure céleste (son armure fait référence au Toucan sans pour autant en porter le nom)
- Daichi, Armure terrestre (son armure fait référence au Petit Renard sans pour autant en porter le nom)
- Ushio, Armure marine (son armure fait référence à la constellation de l'Espadon ou de la Dorade sans pour autant en porter le nom).

#### Chevaliers fantômes
Note : Ces chevaliers sont un ajout de l'anime.
- Geist (VO : Chiyoko Kawashima et VF : Virginie Ledieu)
- Chevalier du Dauphin (VO : Hideyuki Tanaka et VF : Michel Barbey épisode 18 / Jacques Richard épisode 19)
- Chevalier du Serpent de Mer (VO : Masato Hirano et VF : Marc François)
- Chevalier de la Méduse (VO : Kazumi Tanaka et VF : Serge Bourrier épisode 18 / Henry Djanik épisode 19)

### Guerriers divins d’Asgard ou Guerriers divins d'Odin
Note : Ces chevaliers sont un ajout de l'anime.
Les armures qu'ils portent font référence aux étoiles du Septentrion, qui est un astérisme de l'actuelle Grande Ourse.
- Siegfried de Dubhé (VF : Edgar Givry / Serge Bourrier) : Guerrier divin d'Alpha, sa robe représente le dragon bicéphale Fáfnir.
- Hagen de Merak (VF : Serge Bourrier / Marc François / Éric Legrand) : Guerrier divin de Beta, sa robe représente le cheval à huit pattes Sleipnir, qui était la monture d'Odin.
- Thor de Phecda (VF : Michel Barbey / Serge Bourrier) : Guerrier divin de Gamma, sa robe représente Jörmungand le serpent.
- Alberich de Megrez (VF : Éric Legrand) : Guerrier divin de Delta, sa robe représente une améthyste.
- Fenrir d'Alioth (VF : Éric Legrand / Henry Djanik) : Guerrier divin d'Epsilon, sa robe représente le loup géant Fenrir de la mythologie nordique.
- Syd de Mizar (VF : Éric Legrand / Henry Djanik / Marc François) : Guerrier divin de Zeta, sa robe représente le Smilodon Thöfnir qui tire le char de la déesse Freya en compagnie de Högnir dans la mythologie nordique.
- Bud d'Alcor (VF : Henry Djanik) : Guerrier divin de Zeta prime, sa robe représente le Smilodon Högnir, il est le frère de Syd de Mizar.
- Mime de Benetnasch (VF : Éric Legrand) : Guerrier divin d'Eta, sa robe représente la harpe d'Aslaug.

### Marinas de Poséidon
- Baian de l'Hippocampe / Sea Horse (VO : Sho Hayami, VF : Serge Bourrier, Henry Djanik pour l'épisode 101) : Gardien du pilier de l'océan Pacifique Nord
- Io de Scylla (VO : Issei Futamata, VF : Éric Legrand) : Gardien du pilier de l'océan Pacifique Sud
- Krishna de Chrysaor (VO : Masaharu Sato, VF : Henry Djanik) : Gardien du pilier de l'océan indien
- Kaasa des Lyumnades (VO : Keaton Yamada, VF : Éric Legrand) : Gardien du pilier de l'océan Antarctique
- Isaak du Kraken (VO : Ryusei Nakao / Noriko Uemura (jeune), VF : Serge Bourrier / Virginie Ledieu (jeune)) : Gardien du pilier de l'océan Arctique
- Kanon du Dragon des Mers / Sea Dragon (VO : ??, VF : Éric Legrand) : Gardien du pilier de l'océan Atlantique Nord et frère de Saga des Gémeaux. C'est lui qui manipule secrètement Poséidon pour qu'il attaque Athéna.
- Sorrento de la Sirène / Siren (VO : Yoku Shioya, VF : Henry Djanik, Éric Legrand pour les épisodes 96 à 98 et 100) : Gardien du pilier de l'océan Atlantique Sud
- Thetis de la Néréide / Mermaid (VO : Hiromi Tsuru, VF : Virginie Ledieu)

### Spectres d'Hadès
Ce sont les subalternes de Hadès (au nombre de 108 avec les trois Juges inclus).

#### Juges desEnfers
- Éaque du Garuda de l'étoile céleste de la supériorité
- Rhadamanthe du Wyvern de l'étoile céleste forte et violente
- Minos du Griffon de l'étoile céleste de la valeur

Ce sont les trois Juges des Enfers d'Hadès. Ces noms sont effectivement ceux des trois juges des Enfers dans la mythologie grecque.
Ils font partie des 108 spectres.

## Épisodes

### Première partie

#### Doublage
Voix japonaises
Voix françaises
- Éric Legrand : Seiya (« Seiyar » en VF), Shaka, Mime, Fenrir, Alberich, le Chevalier Cristal, Kanon (voix principale), Sorrento, Io, Kaasa
- Marc François : Shiryû, Hyôga, Cyd, Volker, Aiolia, Phaéton, Mû (épisodes 39 et 42-45), Jabu (1re voix régulière)
- Henry Djanik : Ikki, le Vieux Maître, le Grand Pope (voix principale), Tatsumi, Cassios, Bud, Milo, Shura, Aldebaran
- Serge Bourrier : Shun, Siegfried, Julian Solo, Hagen, Aiolos, le Grand Pope (3e voix), Isaak, Misty, Jabu (2e voix régulière), Camus
- Virginie Ledieu : la princesse Saori Kido/Athéna, Marine, la princesse Freyja/Flamme, Miho/Mylène, Mû (voix principale), Geist
- Laurence Crouzet : Shaina/Shina, Hilda de Polaris, Kiki, Shunrei, June
- Michel Barbey : le Grand Pope (2e voix - épisodes 17-18, 35-36 et 70-72), Tatsumi (2e voix, Thor (épisodes 75-77)
- Guy Chapellier : Seiya (« Seiyar » en VF) (2e voix - épisodes 29, 33-40, 43, 45 et 71-72), Milo (épisode 36), Okko
- Edgar Givry : Seiya (« Seiyar » en VF) (3e voix - épisodes 75-77), Siegfried (1re voix - épisodes 75 à 77)
- Jacques Richard : Shun (épisodes 19-20 et 39-40), Shiryu (épisode 5), Death Mask (« Masque de Mort » en VF) (épisode 39)
- Georges Atlas : Ikki, Aldebaran, Tatsumi, Mitsumasa Kido, le Grand Pope (voix de remplacement, épisodes 41-42)
- Bernard Tiphaine : Shiryu, Hyoga, Docrates (épisodes 15-16)
- Joëlle Fossier : Saori Kido, Ikki enfant (épisodes 5 et 7-8)
- Marie-Martine Bisson : Saori Kido (épisode 6)
- Joëlle Guigui : la princesse Freyja/Flamme et Saori Kido(épisodes 84-86)
- Stéphanie Murat : Aphrodite (épisodes 68-69), Kiki (épisodes 105-109), Shaina/Shina (épisode 110)
- Dorothée Jemma : Natasha (mère de Hyoga) (épisode 68), June (épisode 69)
- Régine Teyssot : Saori Kido (épisodes 34 et 73-74), Shunreï (épisodes 33-34)
- Françoise Pavy : Shaina/Shina, Shunreï, Daichi (épisode 29)
- Narrateur : Marc François ; Serge Bourrier (épisodes 15-16) et Éric Legrand (épisode 57)

#### Commentaires
L'inconstance dans le doublage français de la série d'origine est assez fréquente, surtout lors des premiers épisodes.
Il arrive ainsi que certains personnages changent de voix d'un épisode à l'autre, alternant (notamment dans le cas de Mû ou de Shun) entre une voix masculine correcte et une voix féminine incorrecte, pour le personnage en question. Ce problème, récurrent, était une erreur sûrement causée par l'apparence efféminée (ou androgyne) de certains personnages (notamment Shun et le chevalier d'or Aphrodite), et ce alors même que les rares femmes chevaliers étaient facilement reconnaissables car elles avaient l'obligation de porter un masque.
De plus, comme l'a révélé le comédien Éric Legrand dans un entretien, les doubleurs découvraient les épisodes en même temps qu'ils enregistraient leurs textes en direct, ce qui mena parfois à des confusions ou à des phrases originales dont l'adaptation en français donnait une signification obscure.

#### Censure
Comme plusieurs séries d'animation japonaise diffusées à l'époque (Dragon Ball puis Z, Ranma ½, Nicky Larson, etc.), Les Chevaliers du Zodiaque a été la proie de violentes critiques en rapport à sa violence physique et symbolique, qui fait partie du manga et de l'anime original (nombreuses effusions de sang, mutilations, mort violente des personnages, etc.)
C’est pourquoi, hormis l'absence des écrans-titres, des eyecatches, des teasers ainsi que des 3 minutes 38 secondes de censure préventive d’avant-doublage, il manque finalement plusieurs dizaines de minutes à la version française diffusée à l'origine dans les pays francophones. Plus tard, dans les années 2000, des bandes intactes ont été retrouvées, permettant de proposer aux téléspectateurs des épisodes restaurés comprenant l'ensemble des plans originaux.
Le problème se posait aussi pour les DVD dit « light », qui n’incluant pas la version originale du doublage français, ayant été réalisés uniquement à partir des masters censurés des années 1990.

### Deuxième partie:Chapitre Hadès

#### Doublage

##### Voix françaises
Fiche technique :
- Société de doublage : Studio Made in Europe (en Belgique) (arc Sanctuaire) / Studio Mediacenter (arcs Inferno et Elysion)
- Direction artistique : Bruno Mullenaerts (arc Sanctuaire) / Thierry Kazazian (arcs Inferno et Elysion)
- Adaptation des dialogues : Philippe Jourdan et Jean-Yves Luley (arc Sanctuaire) / Charles Platto, Didier Duclos et Carsten Toti (arcs Inferno et Elysion)

Note : Les arcs Inferno et Elysion ont été doublés en VF au cours de l'été 2011. Plusieurs anciens comédiens du doublage français de la première série ont été rappelés pour reprendre les voix des personnages de l'époque, comme Éric Legrand pour Seiya, Virginie Ledieu pour Athéna ou encore Laurence Crouzet pour Shaina.
Arc Sanctuaire :
- Philippe Allard : Seiya
- Delphine Moriau : Saori / Athéna
- Lionel Bourguet : Shiryû
- Mathieu Moreau : Hyôga
- Frederik Haùgness : Shun
- Arnaud Léonard : Sion (Shion en version originale)
- Franck Daquin : Mû
- Martin Spinhayer : Saga, Kanon, Armure des Gémeaux
- David Manet : Shura
- Jean-Michel Vovk : Camus
- Bruno Mullenaerts : Milo
- Thierry Janssen : Shaka, Dio
- Alexandre Crépet : Aiolia
- Gaëtan Wiernik : Dohko jeune, Capella
- Bernard Faure : Dohko âgé
- Jean-Marc Delhausse : Hadès, Gigant, Aldébaran
- Robert Dubois : Tatsumi
- Christophe Hespel : Aphrodite
- Michelangelo Marchese : Rhadamanthe (Rhadamantys)
- Marie-Line Landerwijn : Shaina (Shina)
- Claire Tefnin : Shunrei
- Tony Beck : Ichi, Moses
- Xavier Percy : Myu, Dante
- Peppino Capotondi : Niobé
- David Pion : Ikki
- Sébastien Hébrant : Masque de Mort (Death Mask)
- Maïa Baran : Pandore
- Michel Gervais : Bouddah
- David Scarpuzza : Shaka jeune
- Pierre Bodson : Zelos
- Patrick Donnay : Laîmi
- Claudio Dos Santos: Sirius
- Antonio Lo Presti : Argol (Algol)
- Grégory Praet : Jabu, Misty

Arcs Inferno et Elysion :
- Éric Legrand : Seiya
- Virginie Ledieu : Saori / Athéna
- Constantin Pappas : Shiryû, Milo et Valentine
- Frédéric Popovic : Hyôga, Shaka, Éaque et Aldébaran
- Taric Mehani : Shun, Ichi et Aiolos
- Bruno Magne : Ikki, le narrateur, Aphrodite, Queen et Yvan
- Laurence Crouzet : Shaina et Kiki
- Sybille Tureau : Pandore, Makoto et Seika
- Thierry Kazazian : Dohko, Geki, Ban, Rune, Markino, Shura, Saga, Gordon et Rock
- Stéphane Roux : Kanon et Hadès
- Emmanuel Gradi : Aiolia, Minos, Pharaon, Julian Solo / Poséidon et Nachi
- Yann Pichon : Rhadamante, Mu, Jabu, Camus, Phlégyas, Sylphide et Sorrento
- Jack-Alexandre Ollivier : Orphée
- Valérie Nosrée : Eurydice, Marine, Miho, Ikki enfant, Shun enfant et Shunrei
- Gilbert Lévy : Charon
- Jérôme Keen : Thanatos
- Éric Peter : Hypnos

### Films
Au Japon, sept films basés sur la licence Saint Seiya sont sortis au cinéma, les quatre premiers pendant la diffusion de la première série. En France, les quatre premiers films sont sortis directement en VHS puis en DVD. Le sixième est un reboot de la série en image de synthèse, se concentrant sur le combat contre les Chevaliers d'Or.
1. Éris : La Légende de la pomme d'or (聖闘士 星矢 <セイント セイヤ>, Saint Seiya: Gekijôban?) est sorti le 18 juillet 1987 au Japon.
2. La Guerre des dieux (聖闘士 星矢 <セイント セイヤ>, Saint Seiya: Kamigami no atsuki tatakai?) est sorti le 12 mars 1988 au Japon.
3. Les Guerriers d'Abel (聖闘士 星矢 <セイント セイヤ>, Saint Seiya: Shinku no shônen densetsu?) est sorti le 23 juillet 1988 au Japon.
4. Lucifer : Le Dieu des Enfers (聖闘士 星矢 <セイント セイヤ>, Saint Seiya: Saishû seisen no senshi-tachi?) est sorti le 18 mars 1989 au Japon.
5. Tenkai-hen Josō: Overture (聖闘士 星矢 <セイント セイヤ>?) est sorti le 14 février 2004 au Japon. Diffusion en VF le 26 janvier 2017 sur Mangas en France.
6. Les Chevaliers du Zodiaque : La Légende du Sanctuaire (聖闘士星矢 Legend of Sanctuary?) est sorti le 21 juin 2014[3] au Japon et le 25 février 2015[4] en France.
7. Les Chevaliers du Zodiaque (Knights of the Zodiac ; 聖闘士星矢 The Beginning (Seinto Seiya: The Beginning?) en japonais) est un film américano-japonais réalisé par Tomasz Bagiński (en) et sorti le 28 avril 2023 au Japon et le 24 mai 2023 en France. Il s'agit d'une adaptation en prise de vues réelles.

## Autour de la série
- En décembre 2010, Masami Kurumada annonce la préparation d'un sixième film de la saga Saint Seiya, pour fêter les 25 ans de la série télévisée originale, réalisé par Keiichi Satô et entièrement produit en « 3D-CGI[5] ».
- Le 7 septembre 2011, la chaîne Mangas annonce la diffusion des chapitres Inferno et Elysion (soit les 18 derniers épisodes) à partir du 23 novembre 2011[6].
- Le 7 février 2012, après l'annonce de Masami Kurumada concernant la préparation d'une nouvelle série Saint Seiya[7], c'est la filiale Toei Animation Europe qui annonce le lancement de cette série, produite par Goh Wakabayashi, intitulée Saint Seiya Omega, à partir du 1er avril 2012[8]. Son action débute quelque temps après le chapitre Hadès, puis la trame principale se déroule 13 ans plus tard en mettant en avant de nouveaux chevaliers. Le design des personnages de cette nouvelle série s'écarte de celui de la série originale, avec un nouveau character designer, Umakoshi Yoshihiko.

## Produits dérivés

### DVD collectors
Afin de redorer son image auprès des fans, AB Groupe a confié la charge de préparer des DVD collector de qualité à un studio plus compétent dans le but de restaurer l'image et réintégrer les scènes manquantes afin de pouvoir inclure la version originale sur le support numérique. Ainsi, motivé par l’achat de ses OAV du chapitre Hadès, et également poussé par Tōei animation, AB a commencé à produire ces DVD collector (dates de sortie : 6 décembre 2007 pour le 1er volume, 21 février 2008 pour le 2e volume, 16 octobre 2008 pour le 3e volume, 5 février 2009 pour le 4e volume, 2 avril 2009 pour le 5e et dernier volume). Ceux-ci contiennent de nouveaux titres, une image plus propre, une VOSTFr et une VF complète, des bonus dont un livret et cinq cartes, l'intégralité des scènes coupées en VF et VO (un montage sonore a été utilisé pour les scènes retirées avant doublage français, comme la fameuse scène de l'oreille coupée de Cassios). Pour les DVD uniquement, Éric Legrand (voix de Seiya / Seiyar) a été rappelé pour interpréter son rôle une dernière fois afin que, comme son homologue japonais, il crie les 114 titres à l'écran, ainsi que pour les 113 teasers traduits pour l'occasion avec la célèbre phrase qui les termine, « As-tu déjà ressenti la cosmo-énergie ? ». Cette version a également été diffusée sur Mangas entre février 2009 et juin 2010 jusqu'à l'arc Poséïdon.
AB Groupe a ensuite édité la suite de la série, soit les arcs Inferno et Elysion, en coffret DVD sorti le 4 juin 2012,.
Le 5 octobre 2013, le cinquième film, Tenkai-hen Josō: Overture, est annoncé en version française avec une sortie DVD et une diffusion télévisuelle.

## Reboot
En 2019, une reprise (reboot) nommée Saint Seiya : Les Chevaliers du Zodiaque est diffusée directement sur internet via Netflix. L’anime en images de synthèse est produit par Tōei Animation. La première saison composée de douze épisodes est diffusée le 19 juillet 2019 pour la première partie et le 23 janvier 2020 pour la seconde. Une deuxième saison est diffusée sur Crunchyroll en 2022.

## Dans la culture populaire

### Parodie sur le web
À partir de 2009, StateAlchemist, un vidéaste français fan de la série Les Chevaliers du Zodiaque, diffuse sur sa chaîne YouTube une parodie humoristique de celle-ci, intitulée Les Chevaliers du Zodiaque : La Série Abrégée (CDZA, titrée Saint Seiya: The Abridged Series en anglais) ; il s'agit d'un ensemble d'une douzaine de vidéos reprennant les épisodes de la série originale (l'arc « Sanctuaire ») dans une forme abrégée, avec des dialogues remaniés sous une forme humoristique et parodique, et l'ajout d'images et de sons externes à la série (notamment un générique avec une musique différente, un extrait de Neon Knights de Black Sabbath) pour accentuer ce coté parodique.
La série de vidéos se concentre sur l'arc des « Douze maisons du Zodiaque » et s'étend sur treize épisodes ; chacun des douze premiers épisodes se concentre sur une maison du zodiaque spécifique, le treizième et dernier épisode concluant l'histoire avec la bataille entre Seiyar et le Grand Pope. La plupart de l'humour de la série tourne autour de l'exagération des personnages, des références à la culture pop, des mentions humoristiques au doublage français fluctuant (et aux incohérences du scénario) de la série originale, et surtout des jeux de mots incessants.

### Ressource radiophonique
- Frédérick Sigrist, « Les Chevaliers du Zodiaque, l'Iliade du Soleil Levant ! », émission Blockbusters (durée : 54 min) [audio], France Inter, 17 juillet 2019.